# جورجيو برامبيا
جورجيو برامبيا (بالإيطالية: Giorgio Brambilla)‏ هو دراج إيطالي، ولد في 19 سبتمبر 1988 في ليكو في إيطاليا.

## وصلات خارجية
- جورجيو برامبيا على موقع الاتحاد الدولي للدراجات (الإنجليزية)
- جورجيو برامبيا على موقع أرشيف الدراجات (الإنجليزية)
- جورجيو برامبيا على موقع إحصائيات الدراجات الإحترافية (الإنجليزية)
- جورجيو برامبيا على موقع نسبة الدراجات (الإنجليزية)
- جورجيو برامبيا على موقع CycleBase (الإنجليزية)